# Tiabtamassogo
Tiabtamassogo est une commune rurale située dans le département de Diabo de la province du Gourma dans la région de l'Est au Burkina Faso.

## Géographie
Tiabtamassogo est situé à 10 km à l'Ouest de Diabo, le chef-lieu du département, et à 4 km au Sud-Est de Lézotenga (dans la province voisine de la Kouritenga).

## Santé et éducation
Le centre de soins le plus proche de Tiabtamassogo est le centre de santé et de promotion sociale (CSPS) de Lézotenga.